# El Seminario, Jalisco
El Seminario är en ort i Mexiko.   Den ligger i kommunen San Juan de los Lagos och delstaten Jalisco, i den centrala delen av landet, 400 km nordväst om huvudstaden Mexico City. El Seminario ligger 1 832 meter över havet och antalet invånare är 156.
Terrängen runt El Seminario är huvudsakligen platt, men västerut är den kuperad. Runt El Seminario är det ganska tätbefolkat, med 65 invånare per kvadratkilometer. Närmaste större samhälle är San Juan de los Lagos, 3,6 km sydväst om El Seminario. Trakten runt El Seminario består till största delen av jordbruksmark.